# Parafia Świętych Apostołów Piotra i Pawła w Równem
Parafia pw. św. Apostołów Piotra i Pawła w Równem – rzymskokatolicka parafia, dekanat Równe w diecezji łuckiej na Ukrainie.

## Miasto Równe na Wołyniu
Murowany kościół parafialny zbudowany w 1934 r. Drugie wezwanie parafii to: Miłosierdzie Boże.

Miasto obwodowe w zachodniej części Ukrainy, nad rzeką Uście (dorzecze Prypeci) – 246 tys. mieszk. (1994). Wzmiankowane 1282; w XIII w. w Księstwie Halicko-Wołyńskim; w 2. poł. XIV w. włączone do Wielkiego Księstwa Litewskiego, 1569 do Korony; prawa miejskie w końcu XV w. (?); od XVI w., duża gmina żyd.; w XV–XVII w. często niszczone przez Tatarów i Kozaków; własność m.in. Ostrogskich i od 1723 Lubomirskich; od 1793 w zaborze ros.; od 1921 w Polsce; IX 1939–1941 pod okupacją sowiecką; deportacje ludności pol. w głąb ZSRR; 1941–1944 pod okupacją niemiecką, siedziba okręgu generalnego Wołyń i Podole Komisariatu Rzeszy Ukraina; ośr. konspiracji pol. i sowieckiej; Niemcy rozstrzelali ponad 100 tys. mieszkańców Równego i okolic, w tym ponad 28 tys. Żydów (1939 stanowili ok. 70% mieszkańców Równego) oraz jeńców wojennych; 1945–91 w Ukraińskiej SRR. 4 szkoły wyższe. Muzeum okręgowe w budynku dawnego gimnazjum (1. poł. XIX w.); pałac Lubomirskich (1. poł. XVIII w.) zbudowany na miejscu dawnego zamku Ostrogskich, rozebrany po 1945; dawna drewniana cerkiew greckokatolicka (1756).

## Rys historyczny
Neogotycki kościół pw. Narodzenia Najświętszej Maryi Panny i św. Antoniego Padewskiego powstał z inicjatywy księcia Kazimierza Lubomirskiego, który w 1858 r. zapoczątkował jego budowę. Jej kontynuację przerwał zakaz władz carskich. Dopiero w latach 1897-1899 powrócono do rozpoczętych działań, które finansował książę Roman Sanguszko. Kościół konsekrował w 1922 r. bp Ignacy Dubowski. W podziemnych kryptach kościoła pochowano członków rodziny Lubomirskich. W latach 1946–1958 Równe było siedzibą ostatniego proboszcza na Wołyniu, którym był o. Serafin Kaszuba OFM Cap. (1910-1977). Otaczał on gorliwą opieką duszpasterską wiernych niemal całej diecezji łuckiej. W samym Równem, mimo ekspatriacji, parafian miał sporo. W 1958 roku o. Kaszuba został pozbawiony możliwości wykonywania obowiązków duszpasterskich i nakazano mu opuścić miasto. Wierni czynili starania, by ich proboszczowi pozwolono sprawować duszpasterską opiekę; w odpowiedzi w sam dzień Święta Bożego Ciała władze miejskie w Równem zamknęły kościół parafialny. O. Serafin był świadkiem barbarzyńskiego spustoszenia świątyni. Ostatecznie umiejscowiono w niej filharmonię, galerię i sklep antykwaryczny. Tę funkcję pełni do chwili obecnej. Zmieniono wygląd kościoła poprzez zniesienie dwóch neogotyckich wież oraz przebudowę wnętrza (w miejscu ołtarza ustawiono organy). Przed tym kościołem modlili się w 1991 roku wierni ze swym duszpasterzem o zwrot swojej świątyni. Ks. Czajkę wspierał dojeżdżający ze Sławuty ks. Antoni Andruszczyszyn. Wówczas w lipcu 1991 roku ustawiono przed tym kościołem metalowy krzyż. Wspólnota katolicka w zasadzie nie zrezygnowała ze starań o powrót do tej świątyni.

Kościół św. Piotra i Pawła
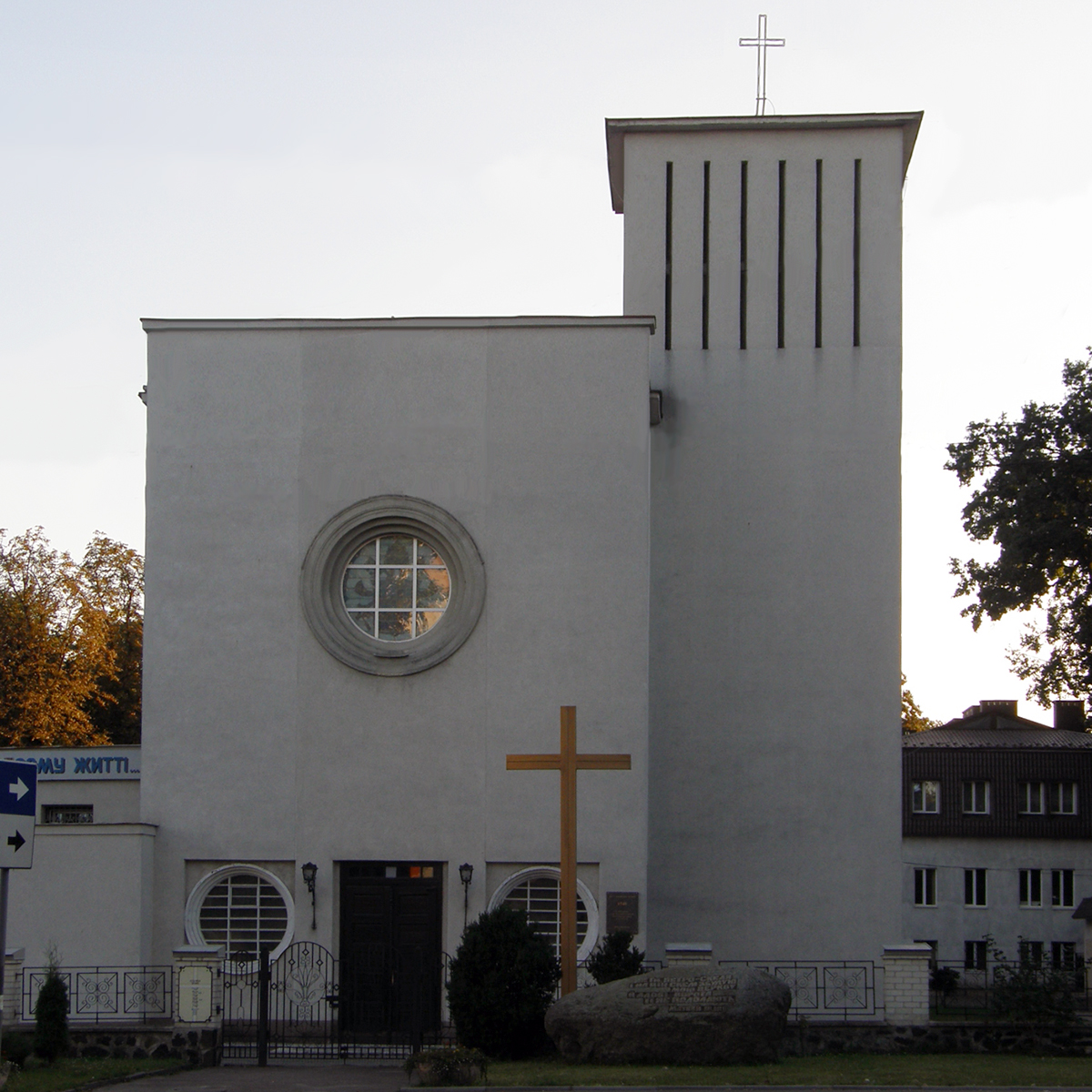
Widok od frontu
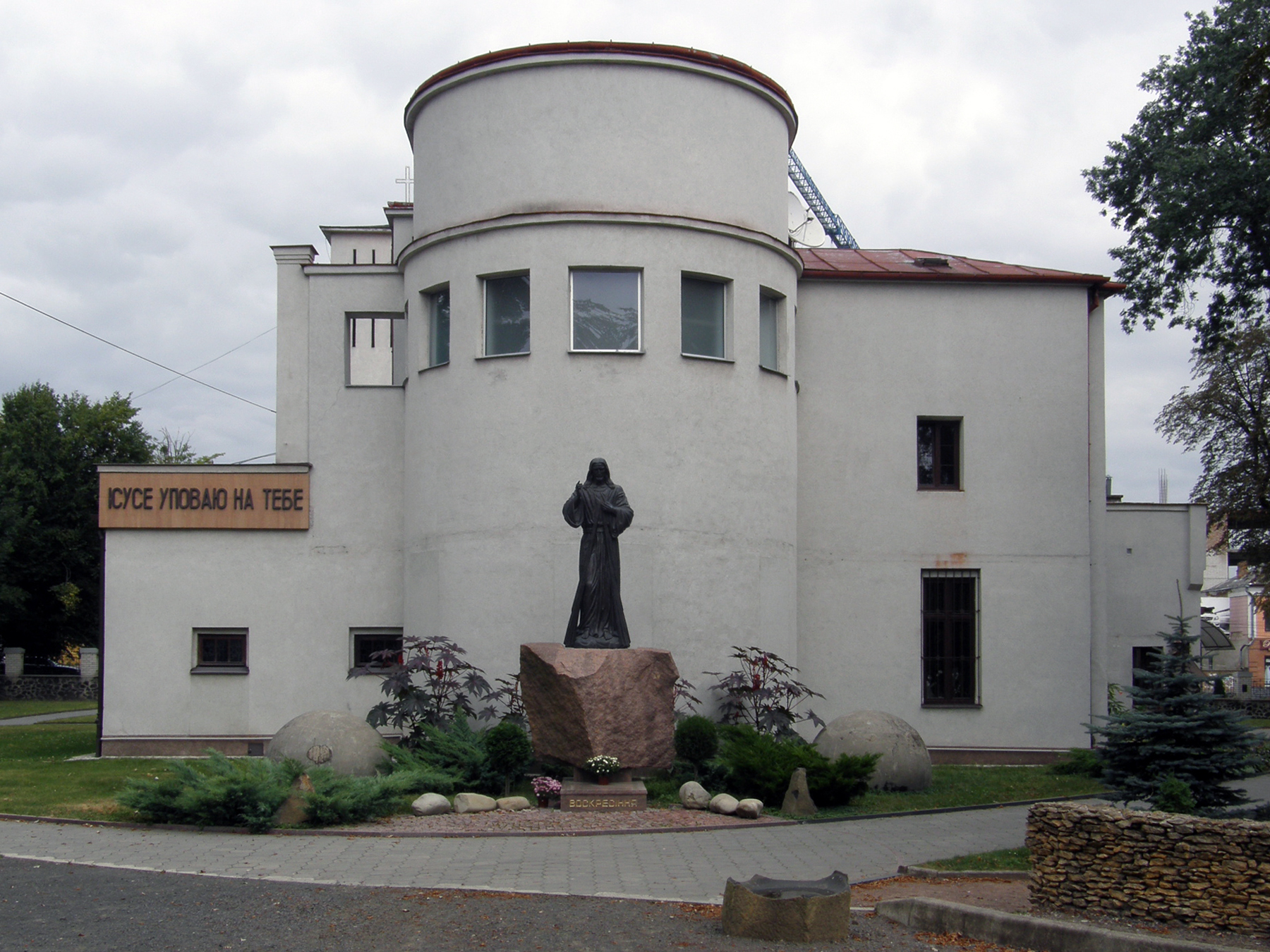
Od tyłu
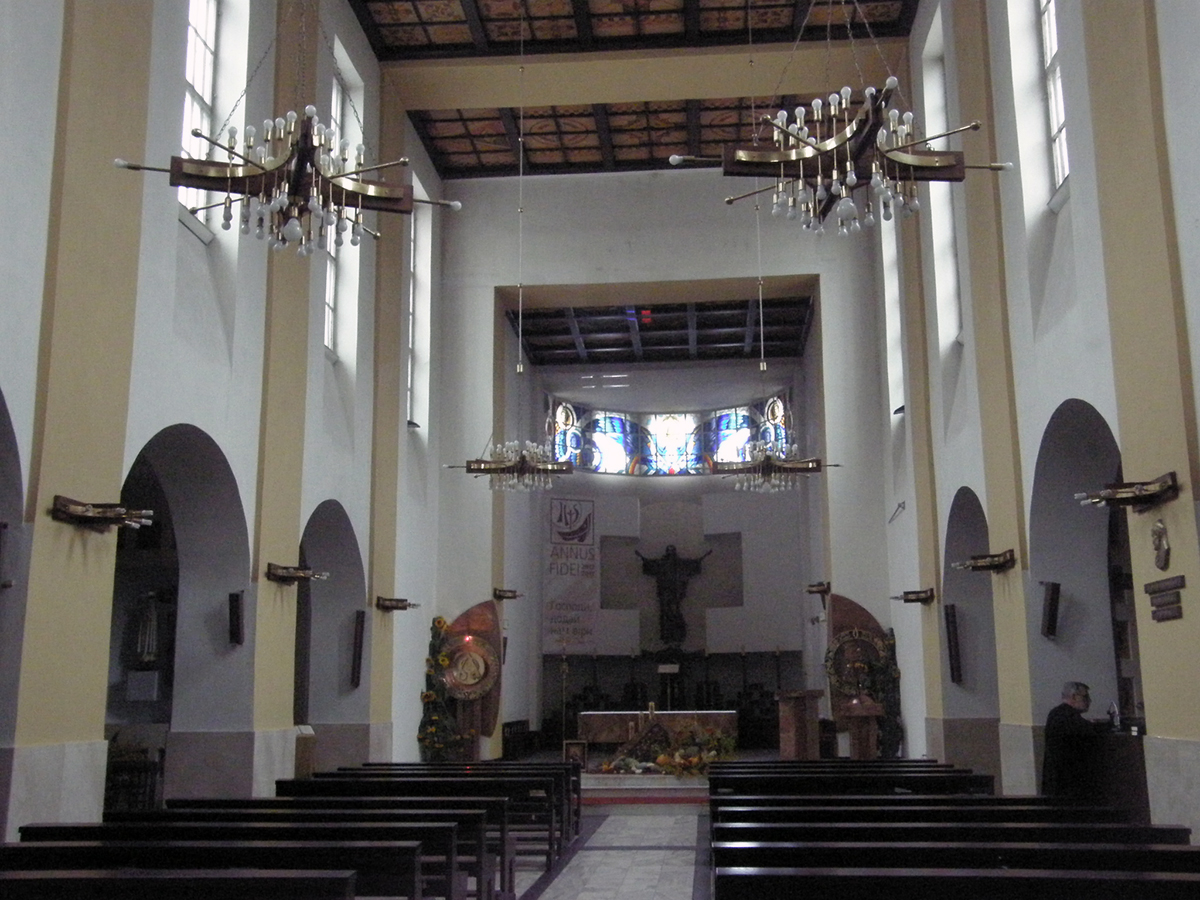
Wnętrze

W latach 70. i 80. XX wieku do Równego z posługą duszpasterską okazyjnie docierali O. Władysław Rafał Kiernicki z katedry lwowskiej i ks. Marcjan Trofimiak z Krzemieńca.
Od 1990 roku Równe znów ma swego duszpasterza, którym jest ks. Władysław Czajka. Od października 1991 roku czynny jest w Równem kościół pw. św. św. Piotra i Pawła, dawny garnizonowy, który pełni rolę kościoła parafialnego. 26 października 1991 roku został on poświęcony przez bpa Rafała Kiernickiego, biskupa pomocniczego we Lwowie. Dzięki staraniom i poświęceniu ks. Władysława Czajki kościół pw. Piotra i Pawła w stosunkowo krótkim czasie został wyremontowany i przywrócono mu funkcję  świątyni.
20 stycznia 1998 roku przychylając się do prośby ks. Władysława Czajki Metropolita Lwowski i ówczesny administrator apostolski diecezji łuckiej Abp Marian Jaworski dekretem nr 18/98 ustanowił dla kościoła rówieńskiego drugi tytuł – Miłosierdzia Bożego – oraz nadał przywilej „Pełnego Odpustu” w pierwszą niedzielę po świętach wielkanocnych (2 niedziela wielkanocna).

## Obecni duszpasterze
Proboszcz – Ks. kan. Władysław Czajka, mgr, RM, 1990 – proboszcz, 1993 – dziekan
 Wikariusz – Ks. Grzegorz Józef Draus, mgr,
13. IX 2000

## Zasięg parafii
Obsługiwane parafie:
Równe, kościół pw. św. Apostołów Piotra i Pawła;
Kostopol, kaplica pw. Najświętszego Serca Pana Jezusa.